# Cefeu, regele Etiopiei
În mitologia greacă, Cefeu (în greacă: Κηφεύς Kepheús) este numele a doi conducători ai Aethiopiei, care erau bunic și nepot.

## Cefeu, regele Feniciei
Cefeu, fiul lui Agenor, este regele Cefeu cel mai bine cunoscut și nepotul celuilalt Cefeu. Într-o altă variantă, tatăl lui Cefeu a fost identificat ca fiind Belus sau Phoenix. Dacă Belus a fost tatăl său, el a avut-o pe Anchinoe, fiica lui Nilus, ca mamă, și i-a avut pe Danaus, Aegyptus și Phineus ca frați. El a fost numit Iasid Cepheus, o referire la descendența lui argiviană prin regele Iasus din Argos, tatăl lui Io.

## Mitologie

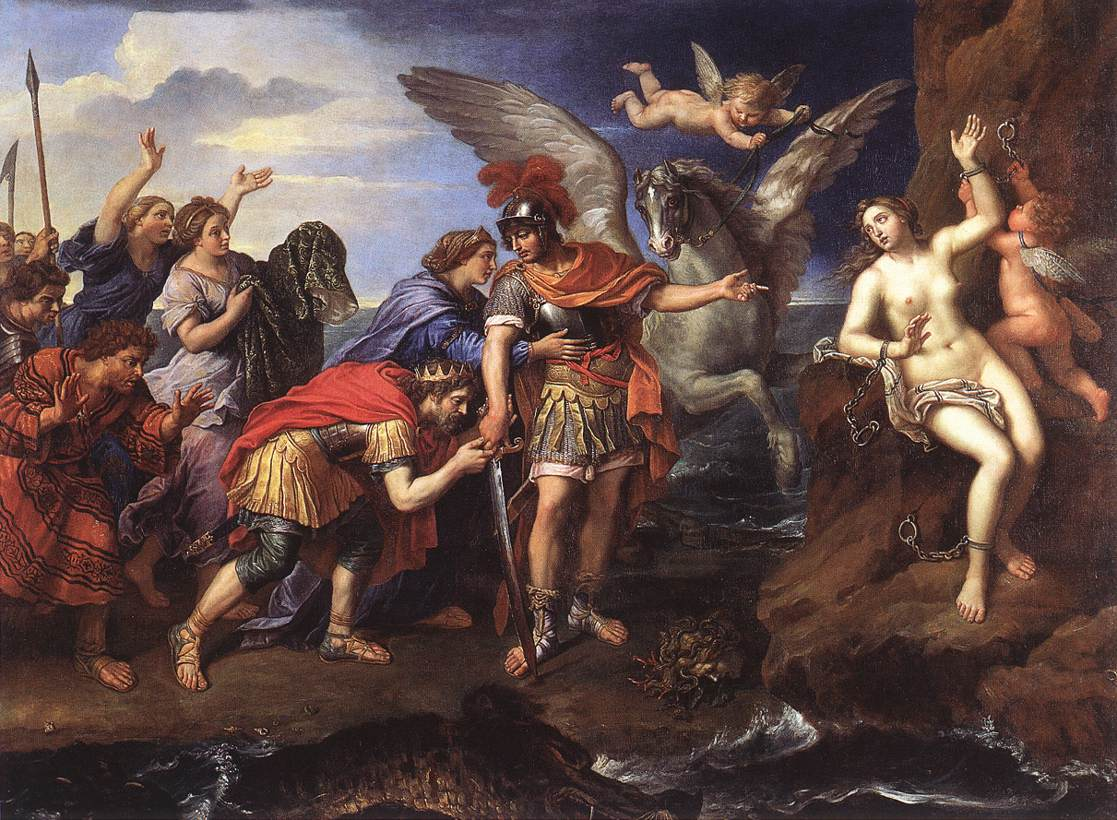
Pictura „Metamorfozele lui Ovidiu” (regele Greciei, Céphée, și regina, Cassiopé, îi mulțumesc eroului Perseu pentru că a adus-o pe fiica lor Andromeda, oferită ca sacrificiu unui monstru marin) de Pierre Mignard (1679), la Muzeul Luvru din Paris

Cefeu are un rol proeminent în legenda lui Perseu ca soț al încântătoarei Casiopeea și tată al prințesei Andromeda, și al cărui frate Phineus urma să se căsătorească cu Andromeda. Diverse surse au descris regatul său ca fiind Etiopia sau orașul Joppa (Jaffa) în Fenicia.
Când Casiopeea, mândra soția a lui Cefeu, s-a lăudat prostește că Andromeda era mai frumoasă decât nereidele, nimfele mării s-au supărat, ba chiar și zeul Poseidon. Astfel, zeul mării a trimis un potop și apoi pe monstrul marin Cetus pentru a ataca pământurile Etiopiei. Cefeu și Casiopeea au consultat apoi un înțelept oracol al lui Amon (identificat cu Zeus) din oaza Siwa a deșertului libian, care a declarat că nenorocirea se va încheia abia atunci când fiica lor, Andromeda, îi va fi oferită monstrului ca sacrificiu. La insistența poporului său, regele a înlănțuit-o pe prințesă de o stâncă de pe mal pentru a fi devorată de Cetus.
Andromeda a fost salvată de la această soartă atunci când Perseu, care zbura spre casă cu trofeul lui (capul Medusei), a trecut prin regatul lui Cefeu și a observat că o fată de o mare frumusețe era înlănțuită de o stâncă de pe malul mării. Perseu s-a îndrăgostit de ea la prima vedere și s-a angajat să ucidă monstrul dacă ea îi promite să se căsătorească cu el; sau, într-o versiune ușor diferită, s-a apropiat de tatăl ei, Cefeu, și a obținut o promisiune echivalentă din partea lui. Eroul a ucis apoi monstrul cu sabia sau cu secera (sau l-a transformat în stană de piatră, arătându-i capul Gorgonei Medusa). Perseu s-a spălat de sânge în izvorul de lângă orașul Iope care a devenit mai târziu o apă roșie, din cauza sângelui scurs.
Cefeu și Casiopeea i-au permis lui Perseu să devină soțul Andromedei după ce a folosit capul Medusei pentru a-l transforma pe Phineus și pe oamenii lui în stane de piatră, deoarece au complotat împotriva lui. Potrivit lui Hyginus, logodnicul lui Andromeda se numea Agenor. După ce a petrecut un an la curtea socrului său, Perseu a pornit în cele din urmă către Serifos cu soția lui. Deoarece Cefeu nu avea moștenitori proprii, cei doi soți i-au permis să-l adopte pe primul lor copil, Perses, care a fost destinat să dea numele poporului persan. Cefeu a fost transformat mai târziu în constelația Cefeu.